# Saint-Rémy-de-Sillé
Saint-Rémy-de-Sillé – miejscowość i gmina we Francji, w regionie Kraj Loary, w departamencie Sarthe. Nazwa miejscowości pochodzi od imienia św. Remigiusza.
Według danych na rok 1990 gminę zamieszkiwały 722 osoby, a gęstość zaludnienia wynosiła 64 osób/km² (wśród 1504 gmin Kraju Loary Saint-Rémy-de-Sillé plasuje się na 714. miejscu pod względem liczby ludności, natomiast pod względem powierzchni na miejscu 956.).